# Kunstjahr 1918
Liste der Kunstjahre

◄ | 1914 | 1915 | 1916 | 1917 | Kunstjahr 1918 | 1919 | 1920 | 1921 | 1922 | ►

Weitere Ereignisse
Dieser Artikel behandelt das Kunstjahr 1918.

## Ereignisse

### Archäologie

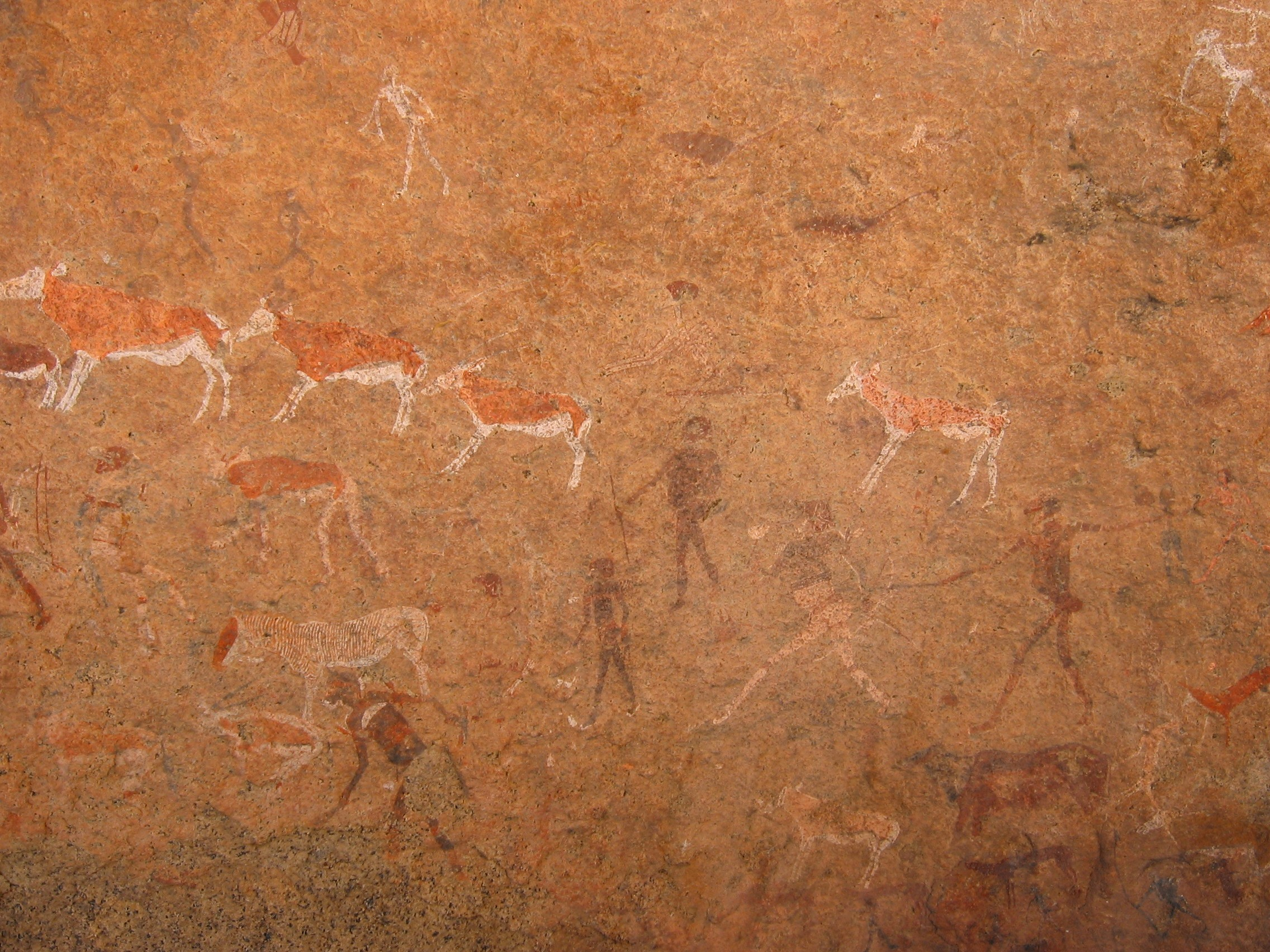
Felsmalereien mit Weißer Dame

- 4. Januar: Der Forschungsreisende Reinhard Maack entdeckt in der Tsisab-Schlucht des Brandbergmassivs in Namibia die mindestens 2000 Jahre alte Felszeichnung Weiße Dame. Bei der Zeichnung handelt es sich vermutlich um einen Krieger.

### Malerei

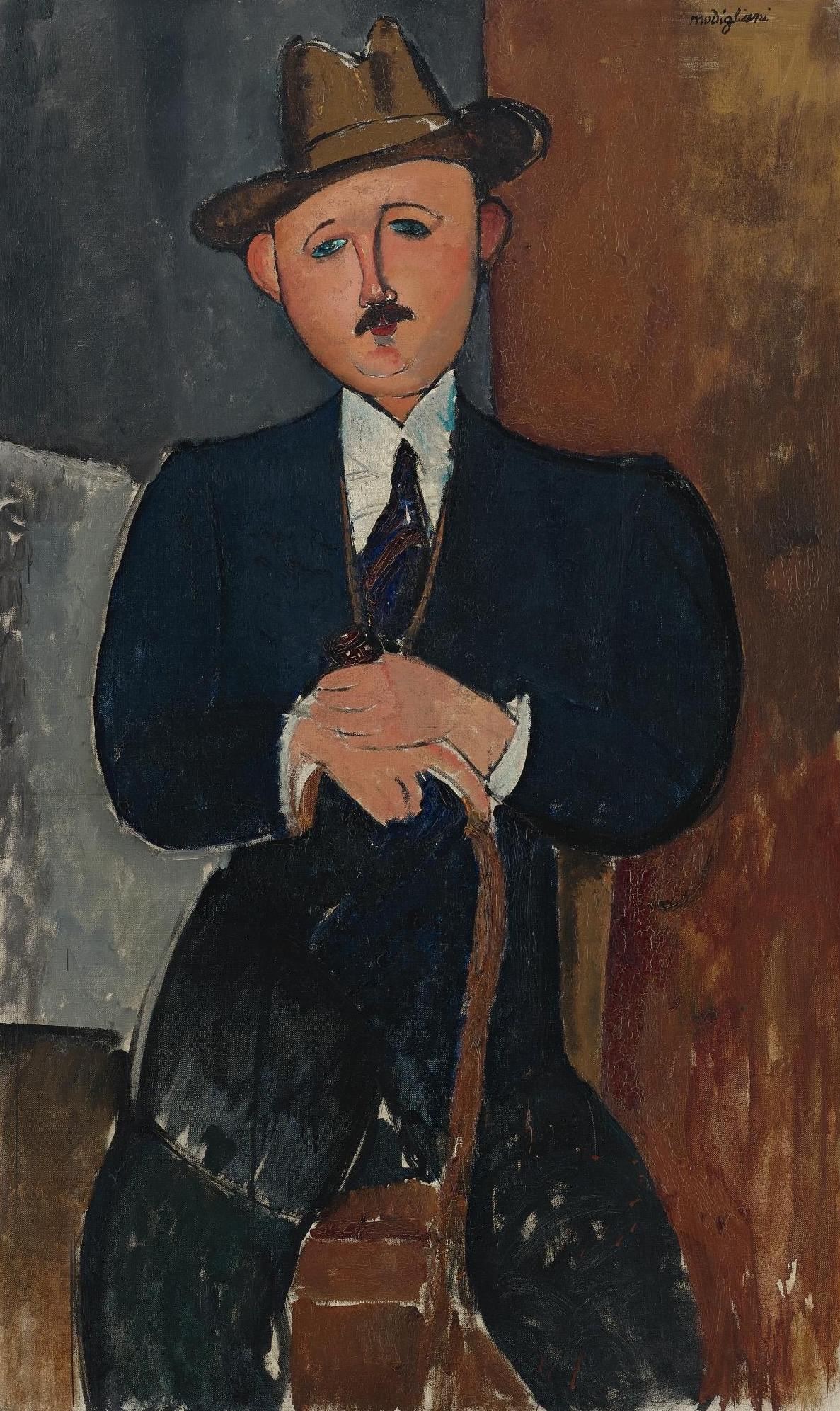
Modigliani, L’Homme assis

- Amedeo Modigliani malt in Öl auf Leinwand das Gemälde L’Homme assis (Sitzender Mann mit Stock). Das Porträt zeigt mit hoher Wahrscheinlichkeit Georges Ménier, Eigentümer der Schokoladenfabrik Menier.
- Paul Nash, amtlicher Kriegskünstler im Weltkrieg, macht ein Gemälde über seine Eindrücke und nennt es We Are Making a New World.

### Künstlervereinigungen, Museen und Ausstellungen
- 16. Januar: Die Dresdner Künstlervereinigung Die Zunft löst sich 13 Jahre nach ihrer Gründung auf, nachdem die Aktivitäten der Vereinigung während der Kriegsjahre immer mehr nachgelassen haben.

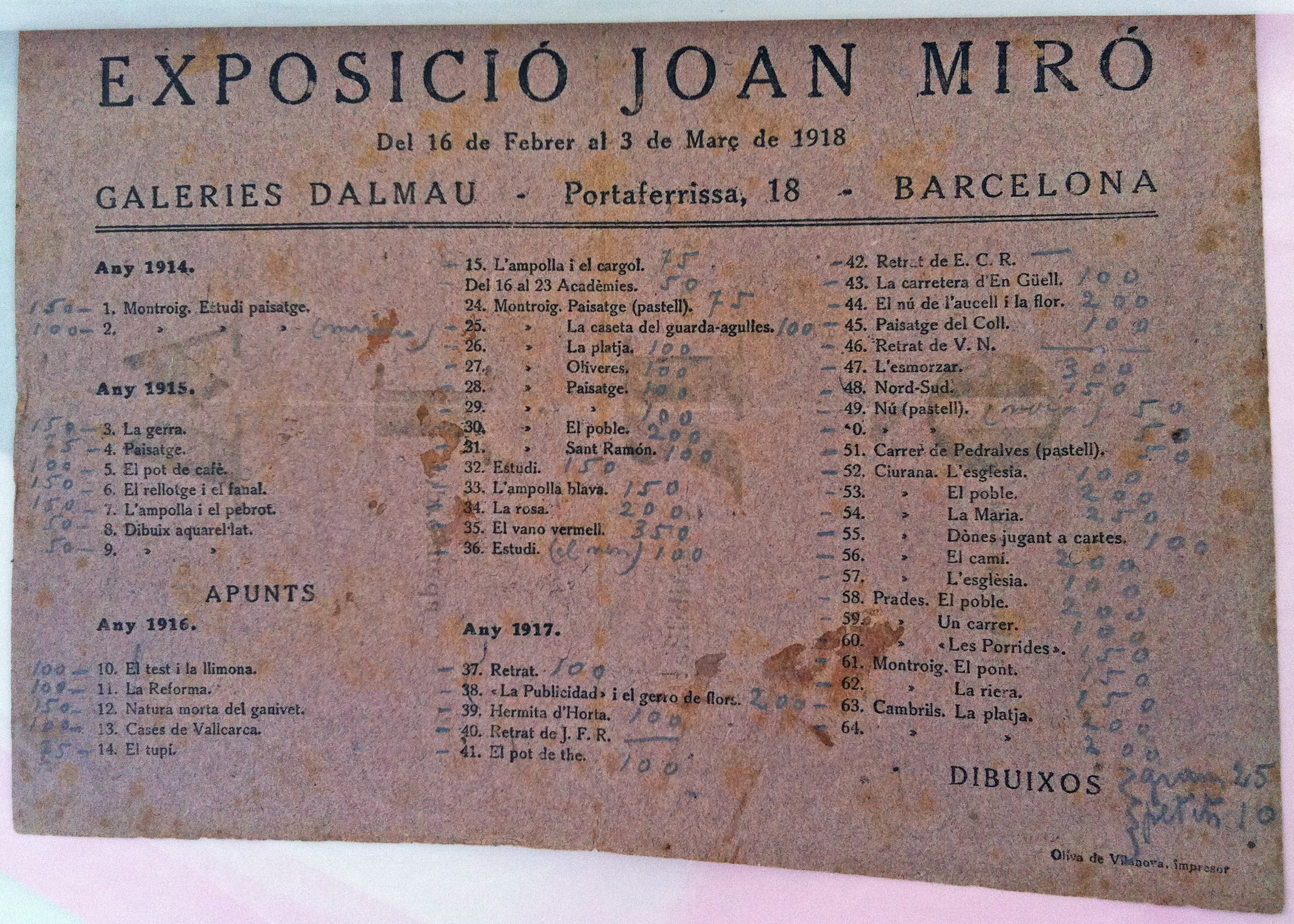
Katalog zu Mirós erster Einzelausstellung

- Im Februar findet in den Galerías Dalmau in Barcelona Joan Mirós erste Einzelausstellung statt, die 60 Landschaftsgemälde und Stillleben umfasst. Im selben Jahr gründet er zusammen mit anderen Künstlern die Gruppe Courbet (Agrupació Courbet), benannt nach Gustave Courbet, dessen Radikalität sie bewundern.
- 12. April: Richard Huelsenbeck verliest und verteilt mittels Flugblättern bei einem Vortragsabend in der Berliner Secession das von ihm verfasste Dadaistische Manifest, das nach dem Erscheinen beschlagnahmt wird. Unterzeichnet ist es neben Huelsenbeck auch von Tristan Tzara, Franz Jung, George Grosz, Marcel Janco, Raoul Hausmann, Hugo Ball und Pierre Albert-Birot. Das Manifest enthält die wichtigsten Ziele und Absichten der Berliner und Zürcher Anhänger der Kunstbewegung Dada. Die Anhänger bekennen sich in dem Manifest gegen den Expressionismus und seine gesellschaftsferne Bilderwelt ebenso wie gegen den Futurismus und den Kubismus. Sie fordern eine unbeirrte Auseinandersetzung mit der „brutalen Realität“ und dem „simultanen Gewirr von Geräuschen, Farben und geistigen Rhythmen“.
- 3. Dezember: In Berlin gründen die Maler Max Pechstein und César Klein mit zwölf weiteren Künstlern die revolutionäre Novembergruppe.
- 9. Dezember: Tristan Tzara veröffentlicht das Manifest des Dadaismus von 1918.

- Der Arbeitsrat für Kunst, ein Zusammenschluss von Architekten, Malern, Bildhauern und Kunstschriftstellern, wird in Berlin gegründet.

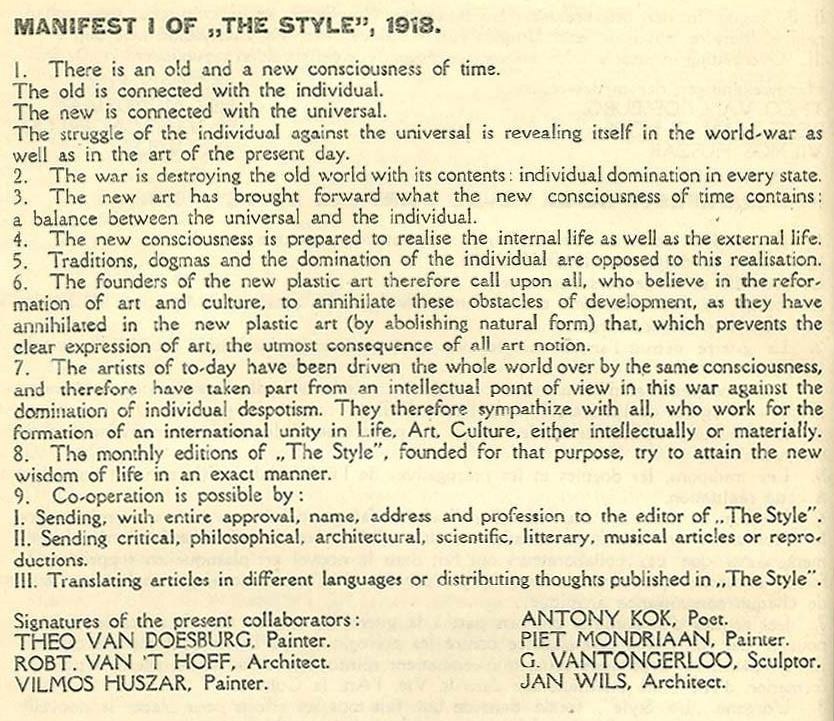
Manifest I von De Stijl, 1918, englische Fassung

- Die niederländische Künstlergruppe De Stijl gibt ein Jahr nach ihrer Gründung ein Manifest heraus.
- Die Große Berliner Kunstausstellung übersiedelt wegen des Krieges zum zweiten Mal in Folge nach Düsseldorf in den Kunstpalast.

### ROSTA-Fenster
Die sowjetische revolutionäre Nachrichtenagentur ROSTA wird als Nachfolgerin der Petrograder Telegrafenagentur gegründet. Zur Propaganda lässt ROSTA unter anderem Plakate, so genannte ROSTA-Fenster, von sowjetischen Avantgarde-Künstlern wie Wladimir Majakowski entwerfen, um sie in Schaukästen oder leerstehenden Ladenschaufenstern auszustellen. Aufgrund der übergroßen Abmessungen können diese ROSTA-Fenster nicht maschinell reproduziert werden, sie entstehen daher in Handarbeit mit Hilfe von Schablonen. Nach der Künstlerzeichnung wird für jede Farbe eine Schablone erstellt, die auf den Plakatkarton gelegt und mit Farbe überwalzt wird, dieser Vorgang muss dann für jede Farbe wiederholt werden. Ist die Auflage eines Fensters in Moskau erreicht, so werden die Schablonen in andere Städte verschickt, wo sie dann weiter Verwendung finden. Die Herstellung und der Druck, auf tagesaktuelle Gegebenheiten reagieren zu müssen, bedingen eine einfache graphische Gestaltung, die oft sehr flächig ausfällt. 

### Lehre
- Der Reformpädagoge Albrecht Leo Merz gründet in Stuttgart die Freie Akademie für Erkennen und Gestalten.

## Geboren

### Erstes Halbjahr
- 02. Januar: Gudrun Zapf-von Hesse, deutsche Typografin und Buchbinderin († 2019)
- 11. Januar: Kitaoka Fumio, japanischer Holzschnittkünstler († 2007)
- 13. Januar: Winand Victor, deutscher Maler († 2014)
- 22. Januar: Bruno Zevi, italienischer Architekt, Architekturhistoriker, Autor und Universitätsprofessor († 2000)

- 06. Februar: Lothar-Günther Buchheim, deutscher Schriftsteller, Maler, Kunstsammler und Verleger († 2007)
- 07. Februar: Peter Ruta, US-amerikanischer Maler († 2016)

- 12. März: Elaine de Kooning, US-amerikanische Malerin († 1989)
- 17. März: Herb Lubalin, US-amerikanischer Typograf und Grafiker († 1981)

- 08. April: Arrigo Wittler, deutscher Maler († 2004)
- 09. April: Jørn Utzon, dänischer Architekt († 2008)
- 17. April: Carol Rama, italienische Malerin († 2015)

- 24. Mai: Katharina Szelinski-Singer, deutsche Bildhauerin († 2010)

- 02. Juni: Ruth Atkinson, kanadische Comicautorin und Comiczeichnerin († 1997)

### Zweites Halbjahr
- 08. Juli: Irwin Hasen, US-amerikanischer Comiczeichner († 2015)
- 13. Juli: Marcia Brown, US-amerikanische Kinderbuchautorin und -Illustratorin († 2015)

- 16. August: Richard Eberle, deutscher bildender Künstler und Kunstpädagoge († 2001)

- 07. Oktober: Mimmo Rotella, italienischer Künstler († 2006)
- 12. Oktober: Sid Avery, US-amerikanischer Fotograf († 2002)

- 08. November: Hermann Zapf, deutscher Typograf, Kalligraf, Autor und Lehrer († 2015)
- 28. November: Doris Shadbolt, kanadische Kunsthistorikerin († 2003)

- 05. Dezember: Waldemar Grzimek, deutscher Bildhauer († 1984)
- 30. Dezember: W. Eugene Smith, US-amerikanischer Fotograf († 1978)

### Genaues Geburtsdatum unbekannt
- Haşmet Akal, türkischer Kunstmaler († 1960)

## Gestorben

### Todesdatum gesichert
- 16. Januar: Hyacinth Holland, deutscher Kunst- und Literaturhistoriker (* 1827)
- 30. Januar: Franz Löhr, deutscher Bildhauer (* 1874)

- 06. Februar: Gustav Klimt, österreichischer Maler (* 1862)
- 000Februar: Enrique Lobos, chilenischer Maler (* 1887)

- 09. April: Niko Pirosmani, georgischer Maler (* 1862)
- 11. April: Otto Wagner, österreichischer Architekt (* 1841)

- 05. Mai: Adolf Philippi, deutscher klassischer Philologe und Kunsthistoriker (* 1843)
- 19. Mai: Ferdinand Hodler, Schweizer Maler (* 1853)

- 03. Juni: Bruno Adam, deutscher Architekt und Baumeister (* 1846)
- 09. Juli: Hans am Ende, deutscher Maler (* 1864)

- 29. August: Max Dauthendey, deutscher Maler und Dichter (* 1867)

- 09. September: Louis Abel-Truchet, französischer Maler (* 1857)

- 18. Oktober: Koloman Moser, österreichischer Maler, Grafiker und Kunsthandwerker (* 1868)

- 31. Oktober: Egon Schiele, österreichischer Maler (* 1890) Grab Egon Schieles und seiner Frau Edith auf dem Ober-St.-Veiter Friedhof in Wien

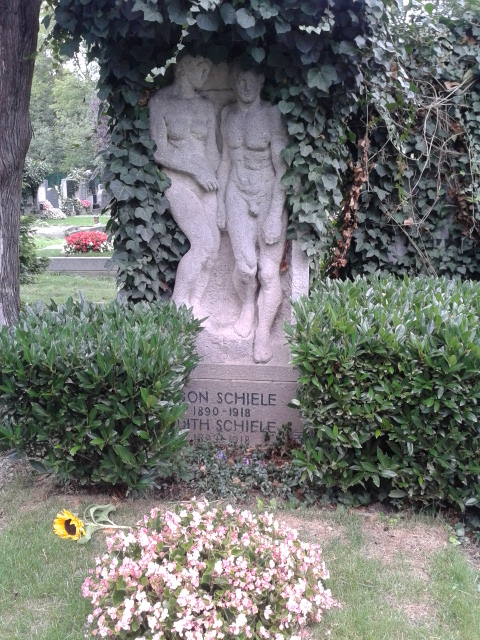
Grab Egon Schieles und seiner Frau Edith auf dem Ober-St.-Veiter Friedhof in Wien

- 27. November: Bohumil Kubišta, tschechischer Maler (* 1884)

- 07. Dezember: Nicanor Plaza, chilenischer Bildhauer (* 1844)
- 14. Dezember: Walter Kern, deutscher Architekt und Regierungsbaumeister (* 1860)

### Genaues Todesdatum unbekannt
- Josep Amargós i Samaranch, spanischer Architekt (* 1849)
- Julio Bertrand Vidal, chilenischer Architekt, Fotograf und Zeichner (* 1888)